# Komitet Lekarzy na rzecz Medycyny Odpowiedzialnej
Komitet Lekarzy na rzecz Medycyny Odpowiedzialnej (ang. Physicians Committee for Responsible Medicine) – amerykańska organizacja non-profit zajmująca się promowaniem diety wegańskiej w ramach profilaktyki zdrowotnej wielu chorób cywilizacyjnych, a także popularyzacją takich metod prowadzenia badań naukowych, które nie wiążą się z wykorzystywaniem zwierząt.
Organizacja została założona w 1985 roku przez Neala Bernarda. Obecnie należy do niej ok. 150 tys. członków, w tym ok. 10 tys. lekarzy.